# Karluk (Alaska)
Karluk es un lugar designado por el censo ubicado en el borough de Isla Kodiak en el estado estadounidense de Alaska. En el Censo de 2010 tenía una población de 37 habitantes y una densidad poblacional de 0,25 personas por km².

## Geografía
Karluk se encuentra en las coordenadas 57°35′6″N 154°19′49″O / 57.58500, -154.33028. Según la Oficina del Censo de los Estados Unidos, Karluk tiene una superficie total de 149.86 km², de la cual 143.56 km² corresponden a tierra firme y (4.2%) 6.29 km² es agua.

## Demografía
Según el censo de 2010, había 37 personas residiendo en Karluk. La densidad de población era de 0,25 hab./km². De los 37 habitantes, Karluk estaba compuesto por el 5.41% blancos, el 0% eran afroamericanos, el 94.59% eran amerindios, el 0% eran asiáticos, el 0% eran isleños del Pacífico, el 0% eran de otras razas y el 0% pertenecían a dos o más razas. Del total de la población el 0% eran hispanos o latinos de cualquier raza.

## Localidades adyacentes
El siguiente diagrama muestra a las localidades más próximas a Karluk.